# Банных, Владимир Андреевич
Владимир (Всеволод) Андреевич Банных (1905, с. Фомино, Сысертская волость, Екатеринбургский уезд, Пермская губерния, Российская империя — 11 марта 1962, Сысертский район, Свердловская область, РСФСР, СССР) — гвардии сержант Рабоче-крестьянской Красной Армии, участник Великой Отечественной войны, Герой Советского Союза (1944), лишён звания в 1951 году.

## Биография
Родился в 1905 году в селе Фомино Екатеринбургского уезда Пермской губернии (ныне — Сысертский городской округ Свердловской области). Окончил начальную школу, проживал и работал в Свердловске.
В ноябре 1941 года призван на службу в РККА Свердловским городским военным комиссариатом. Со 2 января 1942 года — на фронтах Великой Отечественной войны. В боях дважды был ранен — 19 мая 1942 года и 16 августа 1942 года. К сентябрю 1943 года имел звание сержанта, занимал должность командира отделения сапёрного взвода 270-го гвардейского стрелкового полка.
Отличился в 1943 году во время битвы за Днепр.
В ночь с 29 на 30 сентября 1943 года в районе Келеберды вместе со своим отделением, несмотря на плотный миномётный и пулемётный огонь, изготовил 14 плотов, после чего лично руководил переправой основных сил своего полка через реку Днепр, при его непосредственном участии были переправлены на другой берег два батальона с приданной артиллерией. После форсирования Днепра организовал инженерную разведку местности и, обнаружив минное поле противника, в течение короткого времени деактивировал 420 мин, чем обеспечил возможность переправившимся войскам занять исходные рубежи и отразить все вражеские контратаки на данном участке. Во время нападения на его отделение группы немецких разведчиков лично уничтожил 4-х солдат противника.
Указом Президиума Верховного Совета СССР «О присвоении звания Героя Советского Союза офицерскому, сержантскому и рядовому составу Красной Армии» от 22 февраля 1944 года за «образцовое выполнение боевых заданий командования при форсировании реки Днепр, развитие боевых успехов на правом берегу реки и проявленные при этом отвагу и геройство» был удостоен высокого звания Героя Советского Союза с вручением ордена Ленина и медали «Золотая Звезда».
После окончания войны был демобилизован, работал бригадиром на Черноусовском торфохозяйстве. Стал злоупотреблять алкогольными напитками, занимался хищениями личного имущества граждан. Позднее в кассационной жалобе Банных писал:
…Нервное поведение и пьянство — следствие 2 ранений и контузии. Крал не с целью обогащения, а чтобы выпить…
17 апреля 1948 года народный суд 2-го участка Сысертского района приговорил его к 6 годам лишения свободы. В марте 1951 года, уже находясь в заключении, написал маршалу Александру Василевскому с просьбой не лишать его наград и званий.
Указом Президиума Верховного Совета СССР от 17 августа 1951 года был лишён звания Героя Советского Союза и всех государственных наград.
После отбытия срока наказания вернулся к родным. Работал сначала в Свердловске, у дочери на складе. Затем вынужден был вернуться в родные края. Жил в посёлке Патруши Сысертского района своим хозяйством.
11 марта 1962 года трагически погиб. Возвращался из соседнего посёлка из магазина по железной дороге, был сбит проходящим мимо тепловозом. Похоронен на кладбище г. Сысерть.